# 北川東子
北川 東子（きたがわ さきこ、1952年11月22日 - 2011年12月2日）は、ドイツ思想研究者。哲学博士。ハイデッガー、ゲオルク・ジンメルを専攻。

## 経歴
福岡県生まれ。1975年お茶の水女子大学文教育学部哲学科卒業。1977年大阪大学大学院哲学専攻修士課程修了。1982年ベルリン自由大学で哲学博士号取得。
1985年東京大学教養学部専任講師。1988年、同助教授を経て総合文化研究科教授。
2011年12月2日従四位叙位

## 著書
- 『ジンメル 生の形式』（講談社、現代思想の冒険者たち 第1巻）1997
- 『ハイデガー 存在の謎について考える』（日本放送出版協会、2002）

### 共編
- （高橋哲哉、中島隆博）法と暴力の記憶 東アジアの歴史経験（東京大学出版会、2007）

### 翻訳
- 『ハイデッガー全集 第56/57巻 哲学の使命について』（創文社、1993）
- フーゴ・オット『マルティン・ハイデガー 伝記への途上で』（未來社、1995）
- （鈴木直共訳）『ジンメル・コレクション』ゲオルク・ジンメル（1999）（ちくま学芸文庫）